# Kovács István (jogász)
Kovács István (Nyírbátor, 1921. szeptember 21. – Budapest, 1990. november 29.) jogtudós, alkotmányjogász, az állam- és jogtudomány doktora, a Magyar Tudományos Akadémia rendes tagja. Az összehasonlító alkotmányjog nemzetközileg elismert tudósa volt, főként az alkotmánygondolat 20. századi alakulása terén kifejtett munkássága jelentős. 1950-től 1990-ig vezette a szegedi József Attila Tudományegyetem államjogi tanszékét, 1980 és 1990 között az MTA Állam- és Jogtudományi Intézetének igazgatója volt.

## Életútja
1939-től folytatott jogi tanulmányokat a debreceni Tisza István Tudományegyetemen, egyúttal tevékenyen részt vett az egyetemi diákszervezet munkájában. Jogtudományi doktori oklevelét 1943-ban szerezte meg, ezt követően 1943–1944-en Munkácson dolgozott ügyvédjelöltként. 1945-ben az Ideiglenes Nemzeti Kormány népjóléti minisztériumi titkárságára nevezték ki. Feladata előbb az állami és oktatási intézmények, szövetkezetek alkalmazottainak politikai ellenőrzését végző igazolóbizottságok szervezése volt, később a minisztérium VI. főosztályára osztották be. Ezzel párhuzamosan 1947–1948-ban Veszprém vármegye alispáni tisztségét is betöltötte. 1949-ben a belügyminisztériumba helyezték át, ahol miniszteri tanácsosi rangban a tanulmányi osztályt vezette 1951-ig.
1950-től haláláig tanított a szegedi József Attila Tudományegyetem általa vezetett államjogi tanszékén, kandidátusi disszertációja 1954-es megvédését követően tanszékvezető egyetemi tanári címmel. Az állam- és jogtudomány doktora címet 1962-ben szerezte meg. Ezzel párhuzamosan 1951-től három évtizeden keresztül, 1980-ig volt az 1955 után a Magyar Tudományos Akadémia kutatóintézeti hálózatába tartozó Állam- és Jogtudományi Intézet igazgatóhelyettese, egyúttal 1951–1954-ben az államigazgatási osztály vezetője. 1980-tól haláláig igazgatóként irányította az intézet munkáját.

## Munkássága
Tudományos érdeklődése elsősorban az alkotmányfogalom elméleti alapjainak és történeti fejlődésének vizsgálatára irányult. Figyelme kiterjedt az alkotmányjog szinte valamennyi területére: vizsgálta a képviseleti rendszer és a demokratikus intézmények működési elvét, az alapvető emberi és állampolgári jogokat, illetve ezek alkotmányos garanciáit, az államszervezet és a helyi közigazgatási szervek alkotmányos alapjait, a társadalom, a politika, a gazdaság és az alkotmány közötti viszonyrendszert. Nevéhez fűződik a normatív alkotmány definíciója, amely szerint az alkotmány egy állam működésének legfontosabb, sarkalatos szabályait rendszerező és összefoglaló alaptörvény, amelyet végrehajthatóságának biztosítékai, az ún. alkotmányos garanciák az állam közjogi rendszere fölé emelnek. Összehasonlító alkotmányjogi kutatásai során behatóan tanulmányozta a 20. századi magyar és kelet-, illetve nyugat-európai alkotmányokat, egyszersmind ezek magyarázó jegyzetekkel ellátott szövegkiadásait is sajtó alá rendezte.
1945 után fontos szerepet játszott a szocialista államszervezet alapjául szolgáló jogszabályok megalkotásában. Az 1970-es évektől részt vett a Magyarországon kibontakozó közjogi reformmozgalomban, melynek során – 1985 és 1989 között az Alkotmányjogi Tanács tagjaként – közreműködött egy új, a demokratizálódás, a szociális jogállam és a polgári fejlődés igényét magán viselő alkotmánykoncepció kidolgozásában. Ugyancsak az 1980-as évek végén kivette a részét a Magyar Tudományos Akadémia szervezeti kereteinek megújításából is.
Alkotmányjogi munkássága mellett foglalkozott munkajoggal (munkabér, munkaidő, pihenőidő, munkavédelmi jog, fegyelmi felelősség stb.), valamint a magyar közjogi pozitivizmus történetével is.
Számos általa írt és szerkesztett kötet közül kiemelkedik Beér Jánossal és Szamel Lajossal közösen írt államjogi monográfiája (Magyar államjog), amely 1958-tól 1972-ig öt kiadást ért meg. Szerkesztőbizottsági tagja volt az 1980-ban megjelenő, kétkötetes Állam- és jogtudományi enciklopédiának, emellett részt vett az 1949 és 1989 között megjelenő Állam és Igazgatás (1951-ig Állam és Közigazgatás) című folyóirat szerkesztésében.

## Társasági tagságai és elismerései
1965-ben a Magyar Tudományos Akadémia levelező, 1976-ban rendes tagjává választották. 1980-tól rendes tagja volt a párizsi székhelyű Nemzetközi Összehasonlító Jogi Akadémiának (Académie internationale de droit comparé), 1982-től alapító tagja a Tuniszban székelő Nemzetközi Alkotmányjogi Akadémiának (Académie internationale de droit constitutionnel), 1980 és 1986 között pedig a brüsszeli Nemzetközi Közigazgatás-tudományi Intézet (Institut international des sciences administratives) alelnöki tisztét töltötte be.
Állam- és alkotmányjogi munkásságáért 1963-ban Akadémiai Díjat kapott.

## Főbb művei

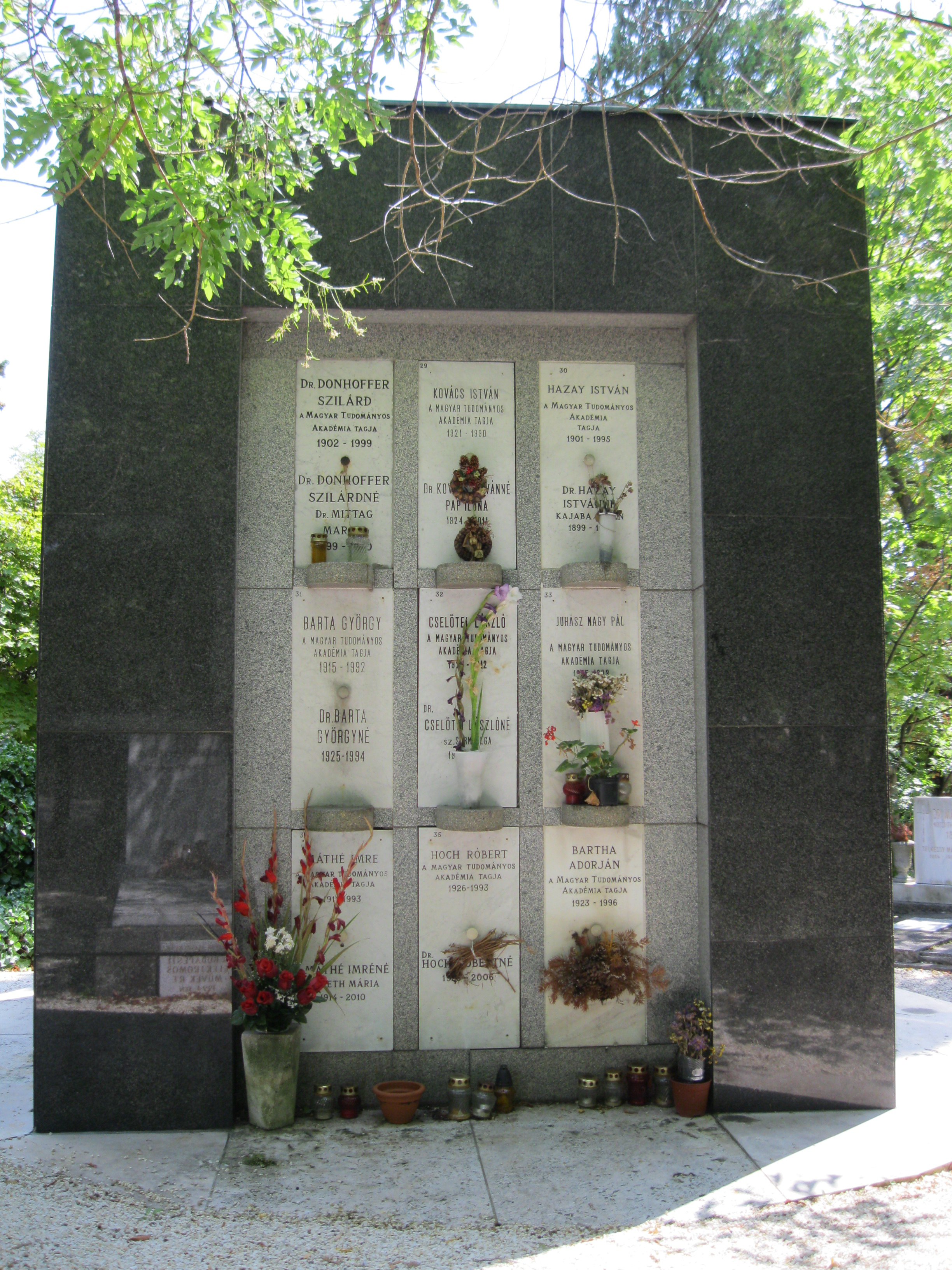
A Farkasréti temető Urnaháza. Itt található Kovács István urnafülkéje is.

- A magyar államjog alapjai. Budapest, Jogi, 1953, 223 p. (Szamel Lajossal és Toldi Ferenccel)
- A burzsoá alkotmányosság válsága. Budapest, Szikra, 1953, 243 p.
Csehül: Krise buržoasní ústavnosti. Praha, 1956, 235 p.
- Magyar államjog I. Budapest, ELTE, 1958, 282 p. (Beér Jánossal és Szamel Lajossal)
- A vádbeszéd. Budapest, Athenaeum ny., 1959, 59 p. (Perényi Lászlóval) = Ügyészi Kiskönyvtár.
- A Magyar Népköztársaság alkotmánya. Budapest, Közgazdasági és Jogi, 1959, 205 p. (Beér Jánossal)
- Magyar államjog: Egyetemi tankönyv. Budapest, Tankönyvkiadó, 1960, 555 p. (Beér Jánossal és Szamel Lajossal)
- A szocialista alkotmányfejlődés új elemei. Budapest, Akadémiai, 1962, 442 p.
Angolul: New elements in the evolution of socialist constitution. Budapest, Akadémiai, 1968, 464 p.
- A múzeumokra vonatkozó jogszabályok és szabályzatok kézikönyve. Budapest, Nemzeti Propaganda Iroda, 1971, 369 p.
- La formation et l’évolution du droit constitutionnel de la République Populaire Hongroise. Szeged, Szegedi ny., 1973, 43 p.
- Le règime économique de la société dans la constitution. Szeged, Szegedi ny., 1975, 46 p.
- On the problem of Act of Parliament and Law-Decree. Szeged, Szegedi ny., 1976, 62 p.
- Magyar államjog I–II. Szeged, József Attila Tudományegyetem, 1977–1978, 305 + 310 p.
- Az októberi dekrétumok és az első szovjet alkotmány. Szerk. Kovács István. Budapest, Közgazdasági és Jogi, 1980, 271 p.
- A Szovjetunió szövetségi alkotmányai. Szerk. Kovács István. Budapest, Közgazdasági és Jogi, 1982, 502 p.
- Az európai népi demokráciák alkotmányai. Szerk. Kovács István. Budapest, Közgazdasági és Jogi, 1985, 406 p.
- Nyugat-Európa alkotmányai. Szerk. Kovács István. Budapest, Közgazdasági és Jogi, 1988, 467 p.
- Nyugat-Európa legújabb alkotmányai. Szerk. Kovács István és Tóth Károly. Budapest, Közgazdasági és Jogi, 1990, 446 p.
- Magyar alkotmányjog I–II. Szeged, JATE Press, 1989–1990.

## További irodalom
- Herczegh Géza: Kovács István. in: Jogtudományi Közlöny 1990. 7–8. sz.
- Kovács István. in: Magyar Tudomány 1991. 3. sz.
- Ádám Antal et al.: In memoriam dr. Kovács István akadémikus, egyetemi tanár. Szeged, József Attila Tudományegyetem, 1991, 459 p.
- Problems of constitutional development: Essays in memory of professor István Kovács. Ed. by Attila Rácz. Budapest, Akadémiai, 1993, 222 p.
- Lőrincz Lajos: Kovács István (1921–1990). Budapest, Magyar Tudományos Akadémia, 2001, 11 p. = Emlékbeszédek az MTA Elhunyt Tagjai Felett.